# Amaro Moço
Amaro Castro, mais conhecido como Amaro Moço é um engenheiro de som e compositor brasileiro, responsável por gravações de vários discos durante várias décadas, desde 1978, quando passou a atuar na EMI Odeon. Seu trabalho abrangeu as bandas Legião Urbana, Os Paralamas do Sucesso, Blitz e Rebanhão, e cantores como Clara Nunes, Joel Teixeira, Simone, Odair José, Martinho da Vila, Carlinhos Felix, Gonzaguinha, entre outros.

## Discografia
- 1980: Ao Vivo no Canecão - Simone[1]
- 1980: Simone - Simone[1]
- 1981: Coisa Mais Maior de Grande - Pessoa - Gonzaguinha[1]
- 1981: Extra - Luiz Guedes
- 1982: As Aventuras da Blitz 1 - Blitz[1]
- 1982: Um Sorriso Amigo - Joel Teixeira
- 1983: Cinema Mudo - Os Paralamas do Sucesso[1]
- 1985: Legião Urbana - Legião Urbana[5]
- 1986: Caymmi's Grandes Amigos - Dorival Caymmi
- 1986: Dois - Legião Urbana[6]
- 1990: Princípio - Rebanhão[7]
- 1991: Coisas da Vida - Carlinhos Felix[8]
- 1993: Sambas Enredo: Unidos de Vila Isabel - Martinho da Vila
- 1994: Filhos da Madrugada - Vários artistas
- 1994: Vitória da Ilusão - Moacyr Luz
- 1994: Beija-flor: Escolas de Sambas - Neguinho da Beija-Flor
- 1994: A Voz do Samba - Monarco
- 1995: Os Melhores de Sérgio Lopes vol. 1&2 - Sérgio Lopes
- 1997: Uma Outra Estação - Legião Urbana[1]
- 1999: A Viagem de Gonzagão & Gonzaguinha - Luiz Gonzaga[9][10]
- 2002: Jair do Cavaquinho - Jair do Cavaquinho
- 2003: O Lamento do Samba - Paulo César Pinheiro
- 2004: Tem Samba no Mar - Roque Ferreira
- 2004: Dois Bicudos - Alfredo Del-Penho[11]
- 2005: Bem que Mereci - Élton Medeiros[12]
- 2007: Siga me - Vinícius Cantuária[13]
- 2008: Entre Cordas - Zezé Gonzaga